# Estación Vicuña
Vicuña fue una estación de ferrocarril que se hallaba dentro de la ciudad homónima, en la región de Coquimbo de Chile. Fue parte del ramal La Serena-Rivadavia, y actualmente se encuentra inactiva dado que la línea fue levantada.

## Historia
La estación fue construida como parte del segundo tramo del ferrocarril que unía La Serena con Rivadavia y que fue inaugurado en 1885 entre las estaciones Marquesa y Vicuña. Enrique Espinoza consigna la estación en 1897, al igual que José Olayo López en 1910 y Santiago Marín Vicuña en 1910, quienes también la incluyen en sus listados de estaciones ferroviarias.
La estación estaba a una altitud de 606 m s. n. m. Hacia los años 1950 existía un paradero, denominado «San Isidro», en la localidad homónima ubicada a 2,4 km al este de la estación Vicuña.
El 11 de marzo de 1971 un tren que se encontraba estacionado en la estación soltó sus frenos y comenzó a descender por el ramal sin control hasta que desbarrancó a la altura de Gualliguaica. El accidente ferroviario dejó 12 fallecidos y 74 heridos.
Con el cierre de todos los servicios de la Red Norte de la Empresa de los Ferrocarriles del Estado en junio de 1975, que implicó también el cierre del ramal La Serena-Rivadavia, la estación Vicuña fue suprimida mediante decreto del 6 de noviembre de 1978 y posteriormente fue vendida. Actualmente la estación se encuentra semiabandonada, aunque está en buen estado de conservación, y en los alrededores que anteriormente correspondían a los patios y vías de servicio existen viviendas.